# Ilijaš
Ilijaš es una municipalidad y localidad de Bosnia y Herzegovina. Se encuentra en el cantón de Sarajevo, dentro del territorio de la Federación de Bosnia y Herzegovina. La capital de la municipalidad de Ilijaš es la localidad homónima.

## Localidades
La municipalidad de Ilijaš se encuentra subdividida en las siguientes localidades:

## Demografía
En el año 2009 la población de la municipalidad de Ilijaš era de 18 048 habitantes. La superficie del municipio es de 308.6 kilómetros cuadrados, con lo que la densidad de población era de 58 habitantes por kilómetro cuadrado.